# Mario Mutsch
Mario Mutsch   (Sankt-Vith, 3 de setembre de 1984) és un futbolista luxemburguès de la dècada de 2010.
Fou més de cent cops internacional amb la selecció luxemburguesa.
Pel que fa a clubs, defensà els colors de Alemannia Aachen, FC Aarau, FC Metz, FC Sion i FC St. Gallen.